# 제이 앤 아메리칸스

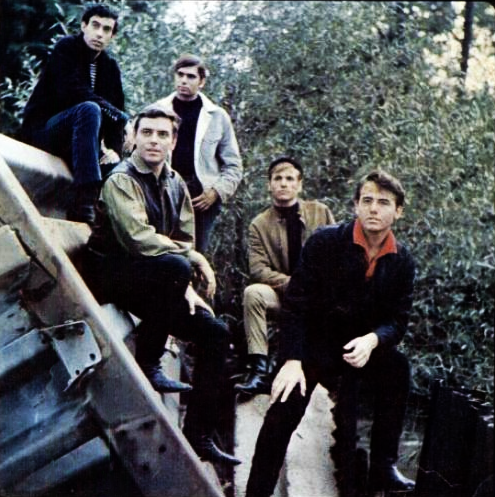
1965년

제이 앤 아메리칸스(Jay And Americans)은 솔로 보컬을 확립시킨 미국 신진 코러스의 인기 음악 그룹이다. 1961년에 뉴욕 브루클린에서 제이 트레이너를 중심으로 결성된 5인조 그룹이었으나, 트레이너가 1964년에 독립하여 제이 블랙을 리더로 다시 편성되었다. 《카러 미머》 등의 인기곡을 내었다.